# Feminismo classista
Feminismo classista é uma vertente do movimento feminista alinhada ao marxismo. Não se limitando à igualdade entre os sexos, o feminismo classista luta pela libertação das mulheres, mediante o fim da propriedade privada e da divisão sexual do trabalho. Não acredita ser possível emancipar verdadeiramente as mulheres sem derrubar o sistema patriarcal-racista-capitalista. Nas palavras da soviética Alexandra Kollontai: “as mulheres só podem se tornar verdadeiramente livres e iguais em um mundo organizado por novas linhas sociais e de produção. (...) No entanto, isso não significa que a melhora parcial na vida das mulheres no âmbito do atual sistema não é possível. A solução radical para a questão dos trabalhadores só é possível com a reconstrução completa das relações produtivas modernas. Mas isso deve nos impedir de trabalhar para reformas que servem para satisfazer os interesses mais urgentes do proletariado? Pelo contrário, cada nova meta da classe operária representa um passo que conduz a humanidade para o reino da liberdade e da igualdade social: todo o direito que as mulheres ganham traz-lhe mais perto do objetivo conjunto de emancipação total" .
Diferencia as condições das trabalhadoras e burguesas, bem como percebe a particularidade da condição das mulheres dentro da própria classe trabalhadora:
“O mundo das mulheres é dividido – como é o dos homens – em dois campos. Os interesses e as aspirações de um grupo de mulheres se aproximam à classe burguesa, enquanto o outro grupo tem ligações estreitas com o proletariado, e suas demandas para a libertação cobrem uma solução completa para a questão das mulheres. Assim, embora ambos os lados sigam o tema geral de ‘liberação das mulheres’, os seus objetivos e interesses são diferentes. Cada um dos grupos parte inconscientemente dos interesses sua própria classe, o que dá um colorido específico de classe para os objetivos e tarefas definidas para si” (KOLLONTAI).
O feminismo classista entende que o pessoal é político: “Integra a ideologia de gênero, especificamente patriarcal, a ideia, defendida por muitos, de que o contrato social é distinto do contrato sexual, restringindo-se este último à esfera privada. Segundo este raciocínio, o patriarcado não diz respeito ao mundo público ou, pelo menos, não tem para ele nenhuma relevância. Do mesmo modo como as relações patriarcais, suas hierarquias, sua estrutura de poder contaminam toda a sociedade, o direito patriarcal perpassa não apenas a sociedade civil, mas impregna também o Estado. Ainda que não se possa negar o predomínio de atividades privadas ou íntimas na esfera da família e a prevalência de atividades públicas no espaço do trabalho, do Estado, do lazer coletivo, e, portanto, as diferenças entre o público e o privado, estão estes espaços profundamente ligados e parcialmente mesclados. Para fins analíticos, trata-se de esferas distintas; são, contudo, inseparáveis para a compreensão do todo social” (SAFFIOTI).
Um dos princípios do feminismo classista é a desnaturalização da desigualdade entre os sexos. Segundo Kergoat, "[a]s condições em que vivem homens e mulheres não são produtos de um destino biológico, mas são antes de tudo construções sociais. Homens e mulheres não são uma coleção – ou duas coleções – de indivíduos biologicamente distintos. Eles formam dois grupos sociais que estão engajados em uma relação social específica: as relações sociais de sexo. Estas, como todas as relações sociais, têm uma base material, no caso o trabalho, e se exprimem através da divisão social do trabalho entre os sexos, chamada, de maneira concisa: divisão sexual do trabalho".
Engels já afirmava que a primeira divisão social do trabalho é a que se fez entre o homem e a mulher para a procriação dos filhos: "(…) portanto, está dada a propriedade, que já tem seu embrião, sua primeira forma, na família, onde a mulher e os filhos são escravos do homem. A escravidão na família, ainda latente e rústica, é a primeira propriedade, que aqui, diga-se de passagem, corresponde já à definição dos economistas modernos, segundo a qual a propriedade é o poder de dispor da força de trabalho alheia".
Além disso, propõem que no socialismo, o trabalho doméstico seja socializado: "as tarefas realizadas individualmente por milhões de mulheres não pagas em suas casas seriam assumidas por trabalhadores assalariados em refeitórios, lavanderias e creches comunitários".
Analisa a opressão-exploração das mulheres a partir do materialismo histórico-dialético, contrapondo-se a visões individualistas, idealistas, reformistas, pós-modernas e liberais presentes em outras vertentes feministas. O Genotdel é um exemplo de feminismo classista.